# Sybil Danning
Sybil Danning (Wels, 24 de mayo de 1952) es una actriz austríaca, conocida por sus papeles en el cine europeo.

## Juventud
Sybil Danning nació como Sybille Johanna Danninger en Wels (Alta Austria) el 24 de mayo de 1952, fruto de la relación de un estadounidense con orígenes alemanes y holandeses y una mujer austriaca. El padre se marchó antes del nacimiento de Sybil, estableciéndose la madre junto con la niña en Estados Unidos, donde contrajo matrimonio con un mayor del Ejército de Estados Unidos. Danning llevó una vida nómada, su familia se trasladó a diferentes bases de Sacramento, Maryland y Nueva Jersey. En Nueva Jersey asistió a una escuela católica en la que reforzó su condición bilingüe en inglés y alemán.
La familia se traslada a Alemania, renunciando la madre de Sybil a seguir al padrastro de aquella hasta su nuevo destino en Japón. La madre de Sybil regresó a Austria con su hija cuando esta tenía 14 años; la difícil situación económica de madre e hija tras el divorcio obligó a Sybil a dejar el colegio y comenzar a trabajar, como ayudante de dentista de su tío. A los 16 años deja el hogar familiar y se traslada a Viena, y un año después a Salzburgo, donde estudió con el cirujano dental Dr. Franz Clementschitz. Obtuvo una diplomatura de tratamiento facial, maquillaje, pedicura, manicura y masaje en la Buchner School of Cosmetology en Salzburgo; Danning planeó abrir su propio salón de belleza, pero no obtuvo una licencia de apertura al funcionar ya cinco negocios de esta clase en la misma ciudad. Obtuvo entonces un empleo en el Buchner Institute como maquilladora. Posteriormente, la propia Danning se valdría de su belleza típicamente nórdica para comenzar a modelar en desfiles y catálogos de moda.

## Trayectoria artística
Sybil Danning desarrolló el grueso de su carrera como actriz en el cine europeo durante la década de 1970, para trasladarse a Hollywood a finales de esa década; hasta principios de los 90 intervino en Estados Unidos en diversas producciones para cine y televisión, hasta que problemas de salud le obligaron a dejar la actuación temporalmente durante la década de los 90 y hasta principio de la década siguiente, en que sería recuperada por nuevos realizadores del fantástico como Rob Zombie.

### Inicios en el cine
Al igual que otras modelos, Danning tuvo el modelaje como trampolín para iniciar una carrera interpretativa; su físico fue muy adecuado a la hora de ser requerida para la película Come, My Dear Little Bird, en la que encarnó a la figura legendaria germánica Lorelei. Un año después, interpreta a otra destacada leyenda de la mitología germánica como Krimilda, en la película The Long Swift Sword of Siegfried; la historia de los nibelungos ya había conocido otras adaptaciones al cine, entre ellas la versión muda dirigida por Fritz Lang. Danning comienza a dedicarse plenamente a la actuación, tomando clases en Múnich durante tres años con la profesora de arte dramático Annemarie Hantschke. Inicialmente, a Sybil se le ofrecían pequeños papeles que explotaban básicamente su belleza; hasta que comenzó a obtener papeles de mayor relevancia en el cine italiano: formó parte de un llamativo reparto de bellezas en Barbazul, como una prostituta de lujo a la que Richard Burton solicitaba que le enseñase las artes amatorias a su mujer; también intervino en dos muestras del género giallo, La dama rosa mata siete veces, de Emilio P. Miraglia y El ojo del laberinto, del director Mario Caiano. En Whispering Death era una granjera africana acompañando a Christopher Lee, con el que coincidiría hasta en cinco ocasiones. Los productores de Barbazul, Alexander Salkind e Ilya Salkind, volvieron a contar con ella para el rodaje simultáneo de Los tres mosqueteros y Los cuatro mosqueteros, en el que igualmente volvería a coincidir con otro mito erótico como Raquel Welch.
Danning rodó en Israel dos producciones de Menahem Golan, el Western God's Gun (1976) y Operación Relámpago (1977), una de las tres películas que abordaron el secuestro de un avión de Air France que culminó con la operación de rescate israelí en el aeropuerto de Entebbe (Uganda), conocida como Operación Entebbe. Esta última, en la que Danning compartía protagonismo con Klaus Kinski, obtuvo una nominación al Premio Oscar a la mejor película extranjera.

### Hollywood
En 1978, Danning se trasladó a Hollywood, California, con el deseo de comenzar su carrera en el cine americano. Ella dejó atrás a su familia y amigos, y prosiguió su carrera sin contratos a la vista, sin un agente que llevara su carrera y sin una idea clara de lo que el futuro le iba a deparar. En uno de sus primeros trabajos en el cine estadounidense, Danning, al igual que la actriz Lisa Blount, rodó escenas adicionales para el remontaje de una de las primeras películas de Robert De Niro, Cambalache (Sam's Song). En 1980, Danning interpretó a una amazona extraterrestre de nombre Saint-Exmin en la película de ciencia ficción Battle Beyond the Stars, producción de Roger Corman que sería una de las más exitosas de entre las space opera surgidas tras el éxito de Star Wars. Por esta interpretación como walkiria galáctica, Danning obtuvo el Premio Saturn como actriz secundaria y el Golden Scroll Award of Merit de la Academy of Science Fiction, Fantasy, and Horror Films.
Sus papeles en el cine fantástico acabarían siendo muy reseñables en su carrera; Danning se reencontró con Christopher Lee en Howling II: Your Sister is a Werewolf, primera de las numerosas secuelas de Aullidos de Joe Dante. En esta película, Danning era Stirba, reina de los hombres lobo. Otras de sus películas de la primera mitad de los 80 serían Jungle Warriors, Panther Squad y S.A.S. San Salvador.
Al tiempo, comenzó a aparecer como estrella invitada en numerosas series televisivas estadounidenses, como A Man Called Sloane, Vegas, Simon & Simon,
Masquerade, The Fall Guy o V.
En 1983, Danning apareció en la portada del número de agosto de la revista Playboy.
En 1986, Danning apareció junto a la roquera Wendy O. Williams en Reform School Girls, un ejemplo del subgénero "Women in Prison" (WIP), también característico de la filmografía de Danning. Después le seguiría la parodia Amazonas en la luna (Amazon Women on the Moon). Danning fundó su propia compañía de producción, "Adventuress Productions, Inc.", con la que produjo L.A. Bounty, en la que protagonizaba y escribía el guion.
En la línea de Elvira, Danning presentó una serie de 26 películas de acción y aventuras bajo el título de Sybil Danning's Adventure Video para la compañía "USA Home Video". Ella aparecía al principio, introduciendo el video, y al final del mismo. En 1989, Danning volvió a formar equipo con los Salkind, productores de Bluebeard, The Three Musketeers, The Four Musketeers y The Prince and the Pauper para interpretar a Pamela Dare, un súcubo en la serie de televisión Superboy.

### Problemas de salud
En 1990, la carrera como actriz de Danning sufrió un contratiempo por un accidente sufrido en un gimnasio, en el que ensayaba una escena de riesgo.
En los dos meses siguientes, Danning descansó, mientras trabajaba en el guion de L.A. Bounty, pero el dolor empeoró. Los médicos diagnosticaron dos posibles causas de sus dolores, como un músculo tensionado o un nervio dañado, y le prescribieron calmantes y masajes. Finalmente, una operación, que le recomendó Jack Nicholson, descubrió que Danning tenía dos severas hernias discales, e ingresó en el hospital aquella misma tarde.
Danning fue tratada con inyecciones epidurales. En este punto, Danning no podía caminar, permaneciendo en cama o en silla de ruedas.
Primeramente, ella estaba determinada a tratarse con métodos ortopédicos que no implicaran cirugía, pero los dolores hicieron que cambiara de opinión. Danning finalmente consintió una nueva técnica de microcirugía tras la festividad de acción de gracias de 1990. Permaneció el siguiente año recuperándose, siguiendo el transcurso de la primera guerra del Golfo desde su cama de hospital.

### Regreso
En 2003, Danning volvió a realizar apariciones públicas. Comenzó a aparecer en el circuito de convenciones de fanes, con apariciones en California, Chicago, Illinois, Georgia, Míchigan, Ohio o Nueva Jersey, entre otros lugares.
The Chiller Theater en New Jersey incluyó material de la primera aparición de Danning en su documental de 2004 UnConventional. El año 2007 marca el regreso de Danning a la gran pantalla, especialmente por la película Grindhouse, en el falso tráiler titulado Werewolf Women of the SS; seguiría un papel en el "remake" de Halloween de Rob Zombie, como una enfermera víctima del psicópata Michael Myers. En 2008, Danning regresó a Europa para intervenir en la última película de Patrick Swayze, Jump!. Apareció en la tercera temporada de la serie de televisión The Lair como Frau von Hess, una vampiresa que busca acabar con el vampiro que provocó su transformación. En 2010, interpretó a la maniaca Danita Herrington en la película de terror independiente Virus X. En 2011, protagoniza y produce The Other Side, un video musical para la banda de hard rock
The Last Vegas.
Pese a su escaso trabajo durante las tres últimas décadas, Danning acumula en su filmografía como actriz casi ochenta producciones para cine y televisión.  Además también ha sido productora de seis títulos, además de escribir el argumento de L.A. Bounty (1989).

## Proyectos
Danning prepara una nueva película de temática vampírica, The last Revenants. Se encuentra en preparación un videojuego y un libro de historietas basado en Ruger, el personaje encarnado por Danning en L.A. Bounty.

## Otros negocios
Entre 2002 y 2003, Danning fue accionista del club de hockey alemán SC Riessersee. Como primera copropietaria femenina de un equipo alemán de hockey, Danning fichó tres jugadores americanos para el equipo, que obtuvo el subcampeonato en su liga. Danning también se mostró interesada en adquirir el club de fútbol inglés Sheffield Wednesday.

## Vida personal
Sybil Danning está casada desde 1991 con Horst Lasse.

## Controversias
Sybil se ha declarado por medio de la red social Facebook como seguidora de Donald Trump y sus ideas, sus fanáticos han demostrado su descontento y la han catalogado como racista, homofóbica y de moralidad hipócrita por compartir las ideas de Trump.

## Filmografía parcial

### Cine
- Komm nur, mein liebstes Vögelein (1968) como Lorelei
- Liebesmarkt in Dänemark (1971) como Diane
- Mi erótico Sigfrido (Siegfried und das sagenhafte Liebesleben der Nibelungen a.k.a. The Long Swift Sword of Siegfried, 1971) como Kriemhild (Krimilda)
- Das ehrliche Interview a.k.a. The Honest Interview (1971)
- L'amante dell'Orsa Maggiore, de Valentino Orsini (1971)
- Das Mädchen mit der heißen Masche a.k.a French Pussycats a.k.a Loves of a French Pussycat, de Hans Billian (1972) como Andrea[12]
- El ojo del laberinto, de Mario Caiano (1972) como Toni
- Gelobt sei, was hart match (1972) como Phyllilia
- La dama rosa mata siete veces (1972) como Lulu Palm
- Barba Azul (Bluebeard), de Edward Dmytryk y Luciano Sacripanti (1972) como la prostituta
- Las traviesas ninfas (1972) como Elizabeth
- Un trabajo tranquilo (1973) como Pamela
- Los tres mosqueteros (The Three Musketeers), de Richard Lester (1973) como Eugenie
- Joe y Margerito (1974) como Betty
- Los cuatro mosqueteros (The Four Musketeers), de Richard Lester (1974) como Eugenie
- Opération Lady Marlène (1975) como Georgetta
- Der Geheimnisträger (1975)
- Seis balas... una venganza... una oración (God's Gun), de Gianfranco Parolini (como Frank Kramer) (1976) como Jenny
- Albino (1976) como Sally
- El príncipe y el mendigo (1977)
- Operación Relámpago (Mvitsa Yonatan/Operation Thunderbolt), de Menahem Golan (1977) Nominada al Premio Oscar a la mejor película extranjera
- Cat in the Cage (1978) como Susan Kahn
- Aeropuerto 79 (The Concorde ... Airport '79), de Ruggero Deodato (1979) como Amy
- Cambalache (1979) (nuevas escenas) como Erica Moore
- Meteoro (Meteor), de Ronald Neame (1979) como la Chica Esquiadora
- A lo loco y con la cara del otro (The Man with Bogart's Face, 1980) como Cynthia
- Cómo combatir el alto coste de la vida (How to Beat the High Cost of Living, 1980) como Charlotte
- El día del Cobra (Day of the Cobra), de Enzo G. Castellari (1980) como Brenda
- Los siete magníficos del espacio[13] (Battle Beyond the Stars) (1980) como St. Exmin
- Tiempo para morir (1980) como Monika Childs
- La salamandra roja, de Peter Zinner (1981) como Lili Anders
- Separate Ways (1981) como Mary
- I sette magnifici gladiatori (1983) como Julia
- S.A.S. agente Malko (S.A.S. à San Salvador, 1983) como la Condesa Alexandra Vogel
- Rejas ardientes (Chained Heat) (1983) como Ericka
- El desafío de Hércules (Hercules), de Luigi Cozzi (1983) como Ariadne
- They're Playing with Fire (1984) como Diane Stevens
- Panther Squad (1984) como Ilona
- Jungle Warriors (1984) como Angel
- Private Passions (1985) como Kathrine
- Malibu Express (1985) como la Condesa Luciana
- Aullidos 2: Stirba, la mujer lobo (Howling II: Your Sister is a Werewolf), de Philippe Mora (1985) como Stirba
- Young Lady Chatterley II (1985) como Judith Grimmer
- The Tomb (1986) como Jade
- Reform School Girls (1986) como la guardiana Sutter
- Warrior Queen (1987) como Berenice
- Amazonas en la Luna (Amazon Women on the Moon, 1987) como Queen Lara
- L.A. Bounty (1989) como Ruger
- Grindhouse (2007) como Gretchen Krupp (aparece en el falso tráiler Werewolf Women of the SS)
- Halloween. El origen (Halloween), de Rob Zombie (2007) como la enfermera Wynn
- Jump! (2008) como Anna Gruber
- Virus X (2010) como Danita Herrington

### Televisión
Danning ha aparecido en múltiples series de la televisión estadounidense, entre ellas: A Man Called Sloane, Las Vegas, Simon & Simon,
Masquerade, The Fall Guy, V, El autoestopista, El halcón callejero o Superboy.

## Premios y nominaciones
| Año  | Premio                           | Categoría                                           | Película                | Resultado |
| ---- | -------------------------------- | --------------------------------------------------- | ----------------------- | --------- |
| 1980 | Premio Saturn                    | "Outstanding Achievement"                           | Battle Beyond the Stars | Ganadora  |
| 1980 | The Golden Scroll Award of Merit |                                                     | Battle Beyond the Stars | Ganadora  |
| 1983 | Premio Golden Raspberry          | Peor actriz de reparto ("Worst Supporting Actress") | Chained Heat y Hercules | Ganadora  |